# Catocha latipes
Catocha latipes is een muggensoort uit de familie van de galmuggen (Cecidomyiidae). De wetenschappelijke naam van de soort is voor het eerst geldig gepubliceerd in 1833 door Alexander Henry Haliday.